# Emotionell smitta
Emotionell smitta (på engelska: emotional contagion) betecknar inom psykologi att en persons emotionella tillstånd kan överföras till en annan person genom icke verbal och verbal kommunikation inom ramen för de båda personernas sociala interaktion. 

## Teoretiska mekanismer
Människor antas vara programmerade att snabbt och närmast automatiskt avläsa andra personers emotioner, eftersom detta underlättar socialt utbyte. En del teoretiska modeller utgår från att ansiktsmuskelrörelser är nära förknippade med emotioner, i så måtto att specifika ansiktsmuskler hänger samman med specifika emotioner. Exempelvis har många studier påvisat ett samband mellan ansiktsmuskeln zygomatic major och emotionen glädje. Med den utgångspunkten antas emotionell smitta uppstå som ett resultat av att mottagarens ansiktsmuskler omedvetet imiterar motsvarande muskelrörelser hos avsändaren, vilket i nästa steg medför att avsändarens emotion uppstår hos mottagaren. Andra teoretiska modeller tillskriver mottagaren en högre grad av medveten aktivitet. I detta fall avläser mottagaren vad han eller hon tror är avsändarens emotionella tillstånd, med hjälp av källor som inte behöver vara begränsade endast till avsändarens ansiktsmuskler, och anpassar sig i nästa steg efter detta så att mottagarens emotioner sammanfaller med avsändarens. 

## Forskningsmetoder
Ett vanligt sätt att undersöka emotionell smitta är att låta experimentdeltagare betrakta foton av personer med olika ansiktsuttryck (som avspeglar olika emotioner), vilket följs av en mätning av deltagarens egna emotioner. En annan undersökningsmetod är att experimentdeltagare konfronteras med personer som instruerats att anlägga en viss emotion; sedan mäts återigen deltagarnas egna emotioner. Mätningarna kan ske dels genom observationer av mottagarens muskelrörelser, dels genom mottagarens själrapporterade emotioner i form av svar på frågor i en enkät. Ett vanligt resultat är att deltagarna (mottagarna) uppvisar just den emotion som var för handen hos en stimulusperson (avsändaren), även om exponeringen är kortvarig och föremål för brus, och att emotionell smitta således har uppstått.